# 普拉代勒 (北部省)
普拉代勒（法語：Pradelles，法語發音：[pʁadɛl]）是法国上法蘭西大區北部省的一个市镇，位于该省西北部，属于敦刻尔克区。

## 地理
普拉代勒（50°43'57"N, 2°36'16"E）面积3.27 平方千米，位于法国上法蘭西大區北部省，该省份为法国最北部的省份及最长的省份，西北濒北海，西接加来海峡省，南至埃纳省和索姆省，东与比利时接壤。
与普拉代勒接壤的市镇（或旧市镇、城区）包括：斯特拉泽勒、旧贝尔坎、博尔、卡斯特尔、弗莱特尔。

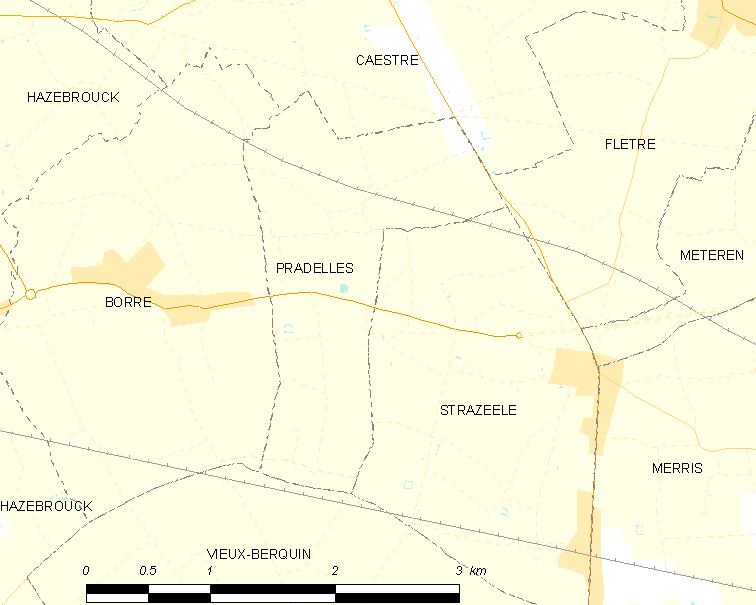
的OSM定位图

普拉代勒的时区为UTC+01:00、UTC+02:00（夏令时）。

## 行政
普拉代勒的邮政编码为59190，INSEE市镇编码为59469。

## 政治
普拉代勒所属的省级选区为巴约勒县。

## 人口

1962-2008年间人口变化图示

普拉代勒于2022年1月1日时的人口数量为404人。